# Howard e il destino del mondo
Howard e il destino del mondo (Howard the Duck) è un film statunitense del 1986 diretto da Willard Huyck.
Il film è basato sul personaggio di Howard il papero della Marvel Comics, creato da Steve Gerber e Val Mayerik, ed è in assoluto il primo lungometraggio cinematografico basato su un personaggio dell'universo fumettistico della Marvel (le precedenti trasposizioni fino ad allora realizzate si erano infatti limitate a serial cinematografici e serie televisive). Ha come interprete principale Chip Zien, che presta la voce a Howard, e come interpreti fisici Lea Thompson, Tim Robbins e Jeffrey Jones.
Lucas propose di adattare il fumetto in seguito alla produzione di American Graffiti (1973). Dopo molteplici difficoltà di produzione e risposte contrastanti alle proiezioni di prova, il film è stato distribuito nelle sale il 1º agosto 1986. Alla sua uscita, il film è stato un flop sia di critica che di botteghino, arrivando ad essere considerato uno dei peggiori lungometraggi mai realizzati. È stato candidato a sette Razzie Awards, vincendo per il peggior film, peggior esordiente, peggiori effetti visivi e peggior sceneggiatura.

## Trama
Il papero alieno Howard viene trasportato dal suo pianeta a Cleveland (nell'Ohio) come involontaria conseguenza di un esperimento volto a studiare le specie aliene mediante l'impiego di un apparecchio noto come spettroscopio laser. All'arrivo, Howard incontra umani ostili e incivili, finendo col nascondersi in un bidone della spazzatura. Poi salva una giovane donna da due delinquenti, che sconfigge usando uno stile di arti marziali. La ragazza, un'ambiziosa e sentimentale cantante rock di nome Beverly Switzler, porta Howard nel suo appartamento e gli permette di passare lì la notte.
Il giorno dopo, Beverly porta Howard da uno scienziato suo amico, Phil Blumburtt, che Beverly spera possa aiutare il papero a tornare nel suo mondo. Dopo che si scopre che Phil è solo un assistente di laboratorio, Howard si rassegna a vivere sulla Terra e, con rabbia, rifiuta l'aiuto di Beverly. Trova lavoro come custode in uno stabilimento termale, ma alla fine lo lascia e torna da Beverly, che suona in una band chiamata Cherry Bomb. Nel club dove si esibisce la Cherry Bomb, Howard affronta il loro impresario quando questi le insulta e vuole costringere Beverly alle sue voglie. Scoppia una rissa, nella quale Howard ha la meglio.
Howard raggiunge Beverly nel retroscena e l'accompagna nel suo appartamento, dove Beverly cerca di convincerlo a essere il nuovo impresario della band. Mentre stanno per dormire, vengono interrotti da Phil e dal dottor Walter Jenning, direttamente coinvolto nell'esperimento che ha portato Howard sulla Terra. Teorizzano che Howard possa essere rimandato nel suo pianeta attraverso un'inversione di questo processo. Al loro arrivo in laboratorio, realizzano che lo spettroscopio non funziona correttamente, con conseguenze ancora più gravi: stavolta il raggio traente trascina sulla Terra uno degli Occulti Super Sovrani dell'Universo, alieni malvagi e terrificanti simili a scorpioni giganteschi.
Per effetto dell'esplosione nel corso dell'esperimento, l'alieno entra nel corpo di Jenning, il quale gradualmente inizia a perdere la sua personalità. Quando visitano una tavola calda, l'alieno dimostra i suoi poteri mentali in via di sviluppo distruggendo gli utensili e i condimenti. Segue una rissa quando un gruppo di camionisti nel ristorante insulta Howard, che viene catturato e quasi ucciso dallo chef, ma l'Occulto Super Sovrano distrugge il ristorante, rapisce Beverly e fugge.
Howard preleva Phil da una vettura della polizia e i due rubano un aereo ultraleggero per raggiungere al laboratorio l'Occulto, che progetta di riattivare lo spettroscopio mediante il codice cifrato di Jenning per far arrivare sulla Terra un altro Occulto e portarlo nel corpo di Beverly con lo spettroscopio. Howard e Phil arrivano in tempo e apparentemente eliminano l'Occulto Super Sovrano con un disintegratore a neutroni sperimentale, ma la creatura viene semplicemente costretta a uscire dal corpo di Jenning e li attacca nella sua vera forma. Dopo una lunga lotta, Howard spara con il disintegratore alla bestia aliena e la annienta. Tuttavia il papero sarà costretto a distruggere lo spettroscopio laser, unico modo per impedire agli altri Occulti di arrivare sulla Terra, perdendo però così la possibilità di ritornare nel suo pianeta. Diventa quindi il nuovo impresario di Beverly, si esibisce con lei sul palco e assume Phil nel suo staff.

## Produzione
George Lucas frequentò la scuola per il cinema con Willard Huyck e Gloria Katz, che in seguito aiutarono Lucas nella scrittura di American Graffiti. Dopo che la produzione del film si concluse, Lucas avvicinò Huyck e Katz a un progetto di cui si stava molto interessando, l'adattamento del fumetto Howard the Duck, scritto principalmente da Steve Gerber, descritto come "molto divertente" e piaciutogli per lo stile noir e assurdista. Nel 1984, Lucas lasciò la presidenza della sua casa di produzione Lucasfilm per meglio concentrarsi sull'attività da produttore. Huyck, Katz e Lucas iniziarono a considerare seriamente l'adattamento Howard the Duck per il cinema, e intrattennero alcuni colloqui con Gerber per definire il film.
Il film fu opzionato dagli Universal Studios. Secondo Marvin Antonowsky, "Sidney [Sheinberg] fece una notevole pressione per Howard the Duck", alla luce del fatto che i precedenti film di Lucas avevano fruttato bene e un investimento nel nuovo progetto avrebbe potuto significare un potenziale successo. Sheinberg negò qualsiasi eventuale coinvolgimento nel film, dichiarando di non averne mai letto la sceneggiatura. Huyck e Katz sentivano che il film avrebbe dovuto essere in animazione, ma poiché la Universal aveva bisogno di un film per la stagione estiva imminente, Lucas suggerì allora di realizzare un live action, con la Industrial Light & Magic per gli effetti speciali. Fu esteso un bilancio di produzione pari a 36 milioni di dollari..
Huyck e Katz iniziarono a sviluppare le prime idee con cui approcciarsi al film. Nelle prime fasi dello sviluppo, si era deciso di modificare la personalità di Howard rispetto al fumetto, dove appariva rude, antipatico e cattivo, per renderlo più simpatico e gradevole al pubblico. Ma, durante la scrittura della sceneggiatura, l'attenzione fu spostata agli effetti speciali piuttosto che sugli aspetti satirici della storia.
Una prima trama proposta prevedeva il protagonista trasportato alle Hawaii. Huyck spiegò che la storia fu considerata inizialmente perché "eravamo convinti che sarebbe stato divertente girare lì", e il primo approccio vedeva una storia con alla base elementi umoristici e leggeri, mescolati a dell'oscuro e suspense. Secondo Katz, non era previsto che venissero spiegati i retroscena delle reali motivazioni del viaggio di Howard verso la Terra, ma la cosa non piacque e la sceneggiatura fu riscritta. Alcuni elementi di natura sessuale all'interno della storia avevano anche confuso i lettori, che erano incerti se destinare il prodotto a un pubblico di bambini o più adulto.

### Cast
Huyck e Katz si occuparono della selezione del cast artistico.
Jeffrey Jones fu scelto per la parte del Dr. Jenning per la sua prestazione in Amadeus. Dopo aver sottoposto a un provino un notevole numero di attrici, cantanti e modelle per il ruolo di Beverly,  fu scelta per la parte Lea Thompson anche per la fresca notorietà datale dalla sua apparizione in Ritorno al futuro. Prima di presentarsi ai provini, la Thompson comprò una serie di abiti e completi eleganti ed appariscenti per presentarsi alle selezioni come "un incrocio tra Madonna e Cyndi Lauper".
Contrariamente a Jones e la Thompson che furono scelti soprattutto in relazione alle loro facoltà qualitative espresse da precedenti pellicole gradite dal pubblico, Tim Robbins aveva partecipato a poche produzioni di scarsa visibilità e non credeva nel possibile ingaggio, ma, dopo essersi presentato all'audizione, Huyck e Katz lo scelsero perché sembrò ideale per il ruolo.

#### Howard
Per interpretare Howard, Huyck e Katz avevano pensato di assumere persone di statura bassa, eventualmente anche attori bambini, idea in seguito abbandonata viste le possibili difficoltà che un tale ruolo avrebbe potuto arrecare a dei bambini e anche perché i montatori non erano in grado di dare un effetto realistico a scene riprese con attori di statura diversa tra loro. Fu avvicinato Ed Gale, che fu inizialmente bocciato per la sua altezza, che andava contro le linee guida specificate dai due, ma fu poi preso per eseguire degli stunt ed entrare nel costume di Howard solo durante le riprese serali. Un totale di sei attori fu provinato per la parte.
Tim Rose attaccò un microfono collegato a un piccolo altoparlante cosicché gli attori potessero sentire parlare Howard e rispondergli. Essendo il costume molto ingombrante ed essendo la bocca l'unica uscita verso l'esterno, Gale dovette prepararsi a girare con un senso d'orientamento molto ridotto, talvolta anche muovendosi all'indietro. Per mantenere Gale fresco, all'interno del costume furono inseriti alcuni ventilatori. Essendo le mani del costume composte da tre dita, Gale era solito legarsene due con il nastro adesivo per facilitare i propri movimenti.
A lavorazione terminata, Huyck e Katz iniziarono a pensare al doppiatore per Howard. Alle audizioni parteciparono, tra gli altri, John Cusack, Martin Short e Chip Zien; la scelta ricadde su quest'ultimo data la sua voce roca considerata perfetta per la parte. Visto che nessun suono o voce era stato registrato dal papero nelle riprese dal vivo, la sincronizzazione durante il montaggio fu particolarmente ardua. L'idea iniziale non prevedeva nessun doppiaggio, ma la voce di Gale era quasi impercettibile dentro il costume di Howard, e così i produttori decisero di tagliare i dialoghi del papero dalle riprese dal vivo, doppiandolo in fase di montaggio.

### Riprese

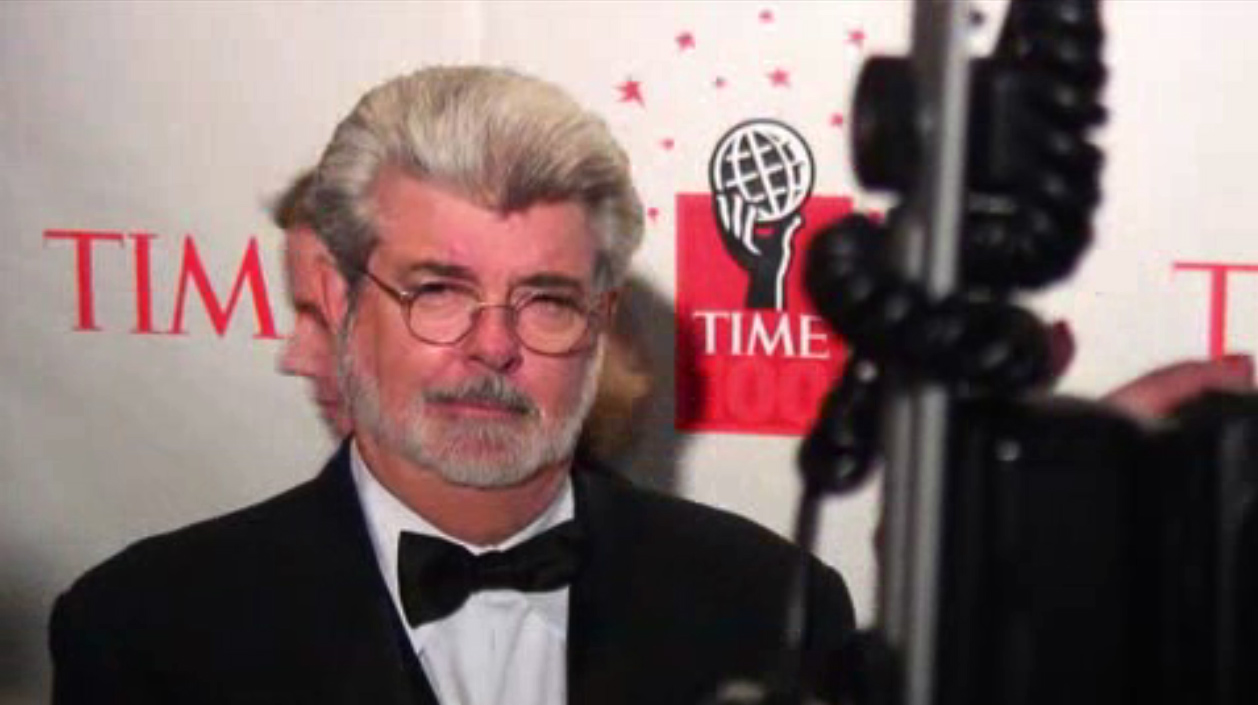
George Lucas produttore esecutivo di Howard e il destino del mondo.

Le riprese si svolsero dall'11 novembre 1985 al 27 marzo 1986.
Lo scenografo Peter Jamison e il direttore della fotografia Richard Kline furono ingaggiati allo scopo di dare al film un aspetto simile a quello sgargiante del fumetto. Durante le riprese, Huyck progettò diversi segmenti per costruire "Duckworld", basandosi sui disegni di Jamison. L'appartamento di Howard era pieno di articoli dettagliati, inclusi libri e riviste con materiale riguardante papere. Dal momento che Lucas aveva lavorato con persone affette da nanismo, fu in grado di assumere un certo numero di comparse a lavorare su queste sequenze.
Il primo giorno di riprese, la troupe realizzò quanto scarsa fosse la qualità degli effetti, vedendo come nel collo di alcuni pupazzi fosse possibile intravedere la bocca dell'uomo al loro interno non appena questo parlava. La scena dell'ultraleggero fu una delle più difficili da girare, visto che richiedeva notevoli capacità di coordinazione da parte degli attori, e Tim Robbins e Ed Gale dovettero imparare realmente a pilotare.
La ricerca dell'ambientazione per la scena dell'ultraleggero fu anch'essa complessa, dopo che i produttori avevano reso pubbliche le caratteristiche che essa doveva presentare per essere idonea a girare. Dopo aver visionato ciò, un riparatore di telefoni chiamò gli uffici di produzione di San Francisco suggerendo di usare Petaluma per la scena. Disponendo di un tempo limitato per girare, una terza unità fu ingaggiata per accelerare le riprese. Il climax fu girato in una installazione navale di San Francisco, dove le condizioni del tempo furono pressoché gelide per tutto il ciclo di riprese.
La Thompson lamentò il fatto che, durante il corso delle riprese, i produttori dessero priorità alle sequenze inerenti Howard piuttosto che alle sue e che, pur spendendo due ore giornaliere per aggiustare la capigliatura, fosse costretta a indossare una parrucca, pur dicendosi non rammaricata da ciò.

### Effetti speciali
Gli artisti del trucco Tom Burnam e Bari Dreiband-Burman e l'attore Jeffrey Jones discussero dell'aspetto dell'Occulto Super Sovrano con Huyck e Katz, e svilupparono insieme progressivamente il suo aspetto. Quando la figlia di Katz visitò il set durante le riprese, rimase terrorizzata dall'aspetto di Jones sotto l'effetto del trucco. Il progettista del suono Ben Burtt creò la voce dell'Occulto Super Sovrano partendo dalla voce di Jeffrey Jones, alterata a modo per creare una tonalità vocale ad effetto.
Le sequenze combinano effetti pirotecnici, con petardi e cannoni ad aria, con effetti visivi creati dalla ILM. Gli effetti in stop motion durante il climax furono disegnati da Phil Tippett, che iniziò prima a lavorare su modellini di creta per poi passare a pezzi più sofisticati. La Lucasfilm si occupò della costruzione di abiti, costumi e pupazzi animatronici, ma l'effetto fu disastroso. Il tempo a disposizione per creare i materiali fu molto limitato, perciò il lavoro affrettato comportò la costruzione di paperi sproporzionati o fuori misura, corpi che perdevano piume e casi di paperi esplosi.
Huyck rifaceva continuamente le scene inerenti Howard non appena la tecnologia rendeva possibile ottenere una qualità maggiore. Poiché diversi burattinai erano incaricati ognuno di controllare una specifica parte del corpo animatronico, per Huyck era molto difficile coordinare le riprese in modo corretto. Nella scena d'apertura, la sedia di Howard viene spinta fuori dall'appartamento da dei fili, ma fu in seguito rifatta digitalmente al computer, un effetto poco praticato nel 1986. L'effetto di rigidità e posizione eretta dato alle piume in testa di Howard nelle scene d'amore, ha richiesto mesi di preparazione.

## Colonna sonora
La colonna sonora del film è stata composta da John Barry; Thomas Dolby scrisse le canzoni del film e scelse i membri del Cherry Bomb. L'attrice Lea Thompson eseguì una prova di canto durante le audizioni per il ruolo, dal momento che i produttori erano certi dell'uso della sua voce per il film.
Inoltre dovette imparare le coreografie con il gruppo e registrare le canzoni in un primo momento, così che potessero essere sincronizzate durante le riprese. La scena finale dove le Cherry Bomb eseguono la canzone che dà il titolo al film, è stata girata di fronte a un pubblico dal vivo in un auditorium di San Francisco. La canzone fu scritta da Dolby e da George Clinton. Gale fu coreografato riguardo pezzi di danza e il suonare la chitarra nei panni di Howard. Dolby costruì una speciale chitarra appositamente per le preparazioni di Gale alla parte

## Accoglienza

### Incassi
Con un bilancio di produzione pari a 36 milioni di dollari, il film ha incassato all'incirca 16 milioni di dollari in patria, rivelandosi un fallimento in termini quantitativi per le economie dei produttori, mentre a livello mondiale ne incassò circa 38, che sono serviti in pratica a coprire i costi di produzione.

### Critica
Il film è stato stroncato sia dal pubblico che dalla critica. Howard il papero e Beverly Switzler sono gli unici due personaggi presenti anche nel fumetto, ma la loro rappresentazione non è consimile. In Movie Guide, Leonard Maltin definisce l'opera come un "pasticcio senza speranza di un film". Dal At the Movies with Gene Siskel and Roger Ebert è stato classificato come il "Peggior film del 1986".
Il sito aggregatore di recensioni Rotten Tomatoes riporta che il 13% delle 83 recensioni professionali ha dato un giudizio positivo sul film, con una media di voto di 2,55 su 10. Il consenso critico del sito recita: "Mentre ha i suoi momenti, Howard e il destino del mondo soffre di un tono irregolare e di performance mediocri."
Il film fu adattato da Willard Huyck e sua moglie Gloria Katz e diretto da Huyck, senza alcuna indicazione da Gerber, il quale "sperava contro ogni speranza che la sceneggiatura del film e il film in sé non fossero così brutti come si pensava che fossero o, almeno, che non venissero accolti così malamente come pensava sarebbe stato", citando alcuni titoli che l'autore "odiava" avessero trovato successo. Huyck e Katz sono stati considerati dei "luminari". Il film è stato considerato così scadente che presto fu soprannominato a titolo spregiativo Howard the Turkey ("Howard il tacchino"). Il film è stato elogiato per gli effetti speciali di stop-motion nelle sequenze finali del film. Nonostante tutte queste critiche avute all'epoca, il film negli anni è stato lentamente rivalutato ottenendo un'ampia fetta di estimatori che lo considerano un cult degli anni ottanta.
Ha vinto quattro Razzie Awards (peggiore film, attore esordiente, effetti visivi e sceneggiatura) ed è stato incluso nel documentario The 50 Worst Movies Ever Made del 2004.
Nel complesso, il film è diametralmente opposto al fumetto. Katz rispose alle critiche dicendo:
Anche Gerber si mosse a difesa del film, dando una spiegazione del materiale alla base del personaggio:

## Riconoscimenti
- 1986 - Razzie Awards
  - Peggior film
  - Peggior sceneggiatura (Willard Huyck e Gloria Katz)
  - Peggior esordiente (I sei ragazzi e ragazze nel costume da papero)
  - Peggiori effetti visivi
  - Candidatura come peggior attore non protagonista (Tim Robbins)
  - Candidatura come peggior regista (Willard Huyck)
  - Candidatura come peggior canzone originale (Howard the Duck) (Thomas Dolby, Allee Willis e George S. Clinton)
- 1986 - Stinkers Bad Movie Awards
  - Peggior film

## Remake
Durante un incontro con il pubblico al Tribeca Film Festival del 2015, George Lucas ha dichiarato che la Marvel sta pensando a un remake del film.